# Njord
Njord (în limba urnordisk, Nerthuz) este zeul mării, al vânturilor și al focului în mitologia nordică. El aduce noroc călătorilor pe mare și vânătorilor. Este căsătorit cu giganta Skadi, care l-a ales văzându-i picioarele, despre care credea că sunt ale lui Baldur.
Are doi copii, Freyr și Freya, pe care i-a conceput cu propria sa soră.
Aparține tribului Vanir dar, când acest trib a încheiat pacea cu dușmanii săi, tribul Aesir, Njord, împreună cu copiii săi, i-au fost dați ca ostatici acestui trib.
Cei din tribul Aesir i-au numit pe Njord și Freyr preoți supremi pentru a prezida asupra sacrificiilor.
Freya a fost numită preoteasă pentru sacrificii. Ea i-a învățat arta vrăjitoriei pe cei din tribul Aesir, artă cunoscută de toți cei din tribul Vanir.